# Premio TV - Premio regia televisiva 1998
La trentottesima edizione del Premio Regia Televisiva, condotta da Daniele Piombi con Federica Panicucci, si svolse al teatro Ariston di Sanremo il 23 aprile 1998 e fu trasmessa in diretta su Rai 1. La serata fu seguita da 4.685.000 telespettatori con uno share del 18,46%.

## Premi

### Top Ten (migliori dieci programmi)
- Striscia la notizia (Canale 5)
- Il Fatto (Rai Uno)
- Blob (Rai Tre)
- Turisti per caso (Rai Tre)
- Campioni di ballo (Rete 4)
- Mai dire Gol (Italia 1)
- Quelli che il calcio (Rai Due)
- Target (Canale 5)
- Pippo Chennedy Show (Rai Due)
- TG5 (Canale 5)

### Miglior trasmissione dell'anno
- Il racconto del Vajont (Rai Due)

### Miglior personaggio femminile
- Licia Colò e Serena Dandini

### Miglior personaggio maschile
- Fabio Fazio e Raimondo Vianello

### Miglior rivelazione
- Marco Paolini